# Ishwar Modi
 (février 2011).
Si vous disposez d'ouvrages ou d'articles de référence ou si vous connaissez des sites web de qualité traitant du thème abordé ici, merci de compléter l'article en donnant les références utiles à sa vérifiabilité et en les liant à la section « Notes et références ».
Ishwar Modi (né le 12 décembre 1940 et mort le 23 mai 2017) est un sociologue indien, pionnier de la recherche en loisir dans son pays. Il développe notamment au sein de l’Association internationale de sociologie une grande quantité de travaux sur ce thème depuis les années 1970.

## Sélection d’ouvrages
- 1985 : Leisure, Mass Media and Social Structure
- 1986 : Emerging Trends in Indian Sociology
- 1997 : Drugs: Addiction and Prevention
- 2000 : Human Values and Social Change
- 2001 : Aging and Human Development